# The Catch Ned-liest
The Catch Ned-liest é o vigésimo segundo episódio da 22ª Temporada do seriado de animação The Simpsons. Ele foi exibido originalmente nos Estados Unidos pela Fox em 22 de maio de 2011. No episódio, após Ned Flanders salvar Edna Krabappel os dois começam um relacionamento.
As estrelas convidadas para o episódio incluem o baterista da banda americana Aerosmith Joey Kramer e o diretor Ken Burns.

## Enredo
Em um jogo de basquete feminino disputado contra um colégio de Shelbyville, Bart causa problemas para a escola. Edna agarra Bart e bate nele duas vezes na frente de todos. Então Edna tem de enfrentar uma reunião onde é confrontada por Skinner, Superintendente Chalmers, Homer e Marge, no escritório de Skinner. Edna então tem seu pagamento suspenso, e deve ir para uma área de armazenamento até a sua audição. Mais tarde, Bart se demonstra culpado e vai até o edifício para libertar Edna. No entanto, durante a fuga, Edna quase cai de uma escada, mas Ned Flanders, que estava caminhando, consegue salvá-la. Edna começa a falar sobre os Simpsons com Ned, e logo o casal começa a namorar. Isso provoca muita tristeza em Bart, pois sua professora agora faz constantes visitas a casa ao lado, tornando-se difícil para ele fazer qualquer travessura. Edna então dá a Flanders a coragem de pedir as coisas dele de volta de Homer, esvaziando garagem dos Simpsons. Mas logo Ned é surpreendido ao saber que Edna se relacionou com muitos dos homens de Springfield, incluindo amigos do Homer e o baterista do Aerosmith Joey Kramer.

## Recepção
Na sua transmissão original, "The Catch Ned-liest" foi visto por cerca de 5,25 milhões de famílias e recebeu uma classificação de 2.5 pontos de audiência/share de 7% entre os adultos com idades entre 18 e 49. Isso significa que ele foi visto por 2,5% de todos os adultos entre 18 e 49 anos, e 7% de todos os adultos de 18 a 49 anos assistindo televisão no momento da transmissão. O episódio ficou mesmo com as avaliações do episódio anterior, "500 Keys".